# Borre (Nord)
Pour les articles homonymes, voir Borre.
Borre est une commune française située dans le département du Nord, en région Hauts-de-France.

## Géographie

### Description

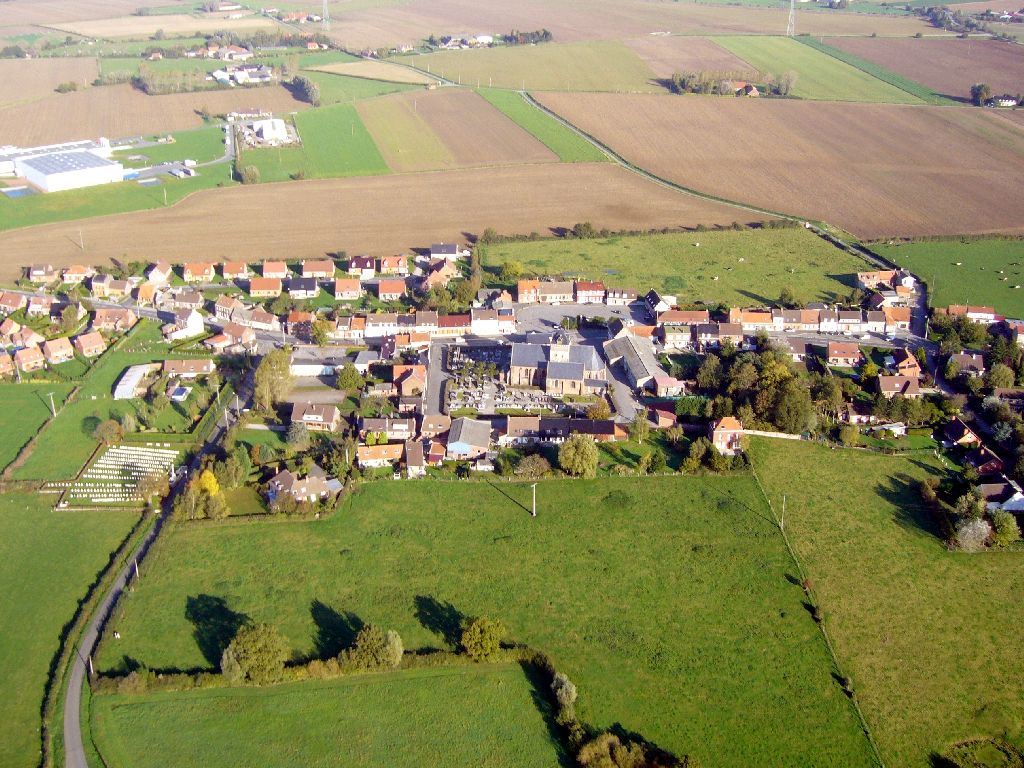
Vue aérienne du village.

Borre est un village de  la Flandre française, au nord de la France, implanté sur une butte argileuse et séparé d'Hazebrouck à l'ouest par la Borre Becque, un petit cours d'eau.
Le village est à 22 km à l'ouest d'Armentières, 23 km au nord de Béthune, environ 35 km de Lille et Dunkerque, 14 de la frontière franco-belge et 25 km au sud-ouest d'Ypres  à vol d'oiseau.

### Communes limitrophes
|            | Caëstre       |           |
| Hazebrouck | Borre         | Pradelles |
|            | Vieux-Berquin |           |

### Hydrographie

#### Réseau hydrographique
La commune est située dans le bassin Artois-Picardie. Elle est drainée par la Bourre, la Plate Becque, la Noord Becque, la Petite Becque et divers autres petits cours d'eau,.
La Bourre, d'une longueur de 19 km, prend sa source dans la commune de Lynde et se jette  dans le canal d'Hazebrouck en limite de Morbecqueet de Vieux-Berquin, après avoir traversé huit communes.
La Plate Becque, d'une longueur de 16 km, prend sa source dans la commune de Pradelles et se jette  dans le canal d'Hazebrouck à Merville, après avoir traversé six communes.

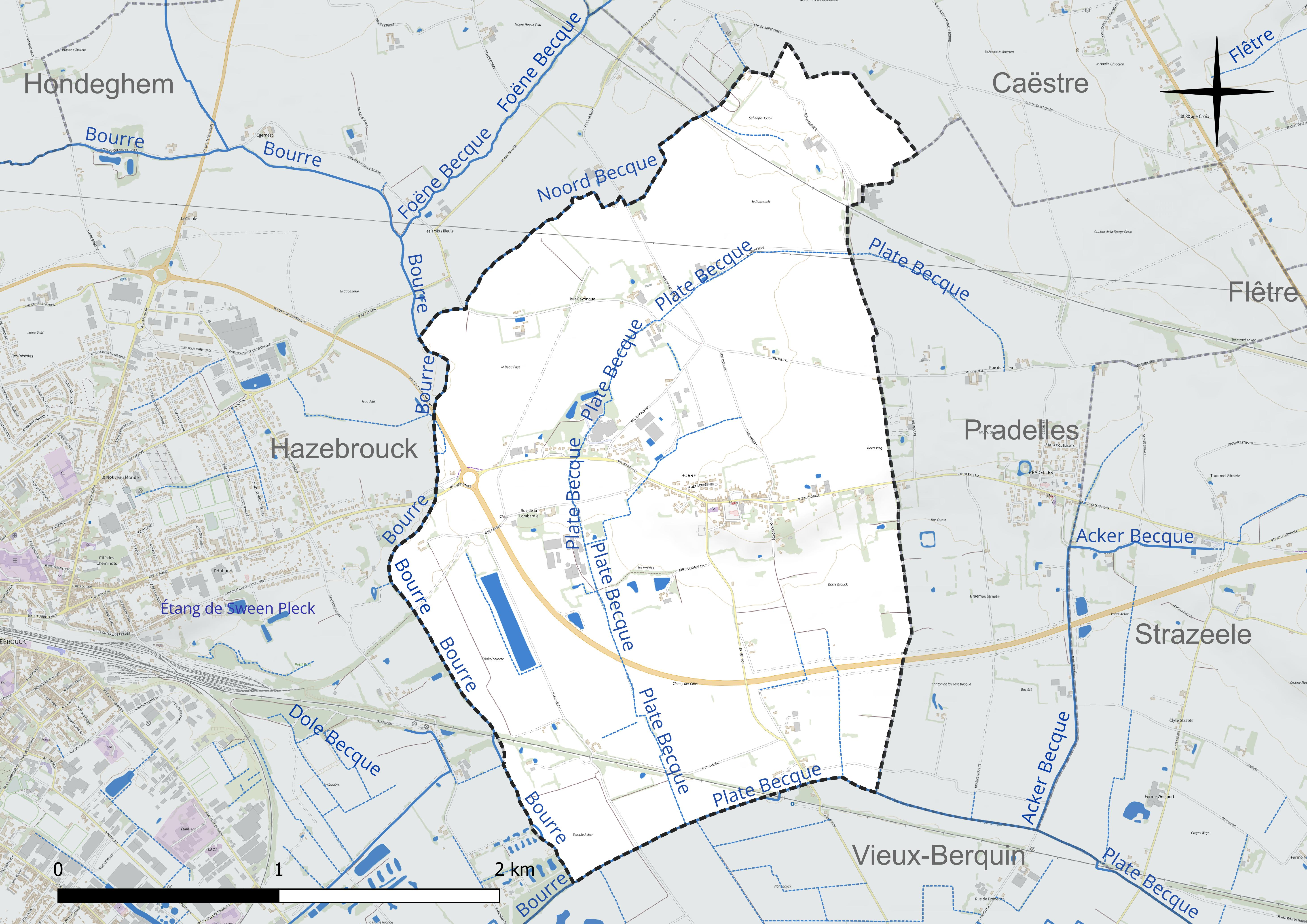
Réseau hydrographique de Borre.

#### Gestion et qualité des eaux
Le territoire communal est couvert par le schéma d'aménagement et de gestion des eaux (SAGE) « Lys ». Ce document de planification concerne un territoire de 1 835 km2 de superficie, délimité par le bassin versant de la Lys. Le périmètre a été arrêté le 29 mai 1995 et le SAGE proprement dit a été approuvé le 6 août 2010, puis révisé le 20 septembre 2019. La structure porteuse de l'élaboration et de la mise en œuvre est le syndicat mixte pour l'élaboration du SAGE de la Lys (SYMSAGEL).
La qualité des cours d'eau peut être consultée sur un site dédié géré par les agences de l'eau et l'Agence française pour la biodiversité.

### Climat
Pour des articles plus généraux, voir Climat des Hauts-de-France et Climat du Nord.
En 2010, le climat de la commune est de type climat océanique dégradé des plaines du Centre et du Nord, selon une étude du CNRS s'appuyant sur une série de données couvrant la période 1971-2000. En 2020, Météo-France publie une typologie des climats de la France métropolitaine dans laquelle la commune est exposée à un climat océanique et est dans la région climatique Côtes de la Manche orientale, caractérisée par un faible ensoleillement (1 550 h/an) ; forte humidité de l'air (plus de 20 h/jour avec humidité relative > 80 % en hiver), vents forts fréquents.
Pour la période 1971-2000, la température annuelle moyenne est de 10,6 °C, avec une amplitude thermique annuelle de 13,7 °C. Le cumul annuel moyen de précipitations est de 712 mm, avec 12,6 jours de précipitations en janvier et 8,7 jours en juillet. Pour la période 1991-2020, la température moyenne annuelle observée sur la station météorologique la plus proche, située sur la commune de Steenvoorde à 9 km à vol d'oiseau, est de 11,2 °C et le cumul annuel moyen de précipitations est de 727,8 mm,. Pour l'avenir, les paramètres climatiques de la commune estimés pour 2050 selon différents scénarios d'émission de gaz à effet de serre sont consultables sur un site dédié publié par Météo-France en novembre 2022.

## Urbanisme

### Typologie
Au 1er janvier 2024, Borre est catégorisée commune rurale à habitat dispersé, selon la nouvelle grille communale de densité à sept niveaux définie par l'Insee en 2022.
Elle appartient à l'unité urbaine de Hazebrouck, une agglomération intra-départementale regroupant trois  communes, dont elle est une commune de la banlieue,,. Par ailleurs la commune fait partie de l'aire d'attraction de Lille (partie française), dont elle est une commune de la couronne,. Cette aire, qui regroupe 201 communes, est catégorisée dans les aires de 700 000 habitants ou plus (hors Paris),.

### Occupation des sols
L'occupation des sols de la commune, telle qu'elle ressort de la base de données européenne d'occupation biophysique des sols Corine Land Cover (CLC), est marquée par l'importance des territoires agricoles (94,8 % en 2018), en diminution par rapport à 1990 (95,8 %). La répartition détaillée en 2018 est la suivante : 
terres arables (94,8 %), zones urbanisées (5,2 %). L'évolution de l'occupation des sols de la commune et de ses infrastructures peut être observée sur les différentes représentations cartographiques du territoire : la carte de Cassini (XVIIIe siècle), la carte d'état-major (1820-1866) et les cartes ou photos aériennes de l'IGN pour la période actuelle (1950 à aujourd'hui). Dans la commune, au Nord-est, se trouve un site dans la plasturgie et dans l'industrie des bocaux : Corning (entreprise). Ce site, qui fait partie de la branche Life and Science, est composé de trois unités. Il ne fabrique pas de verre contrairement au site de Corning Bagneaux.

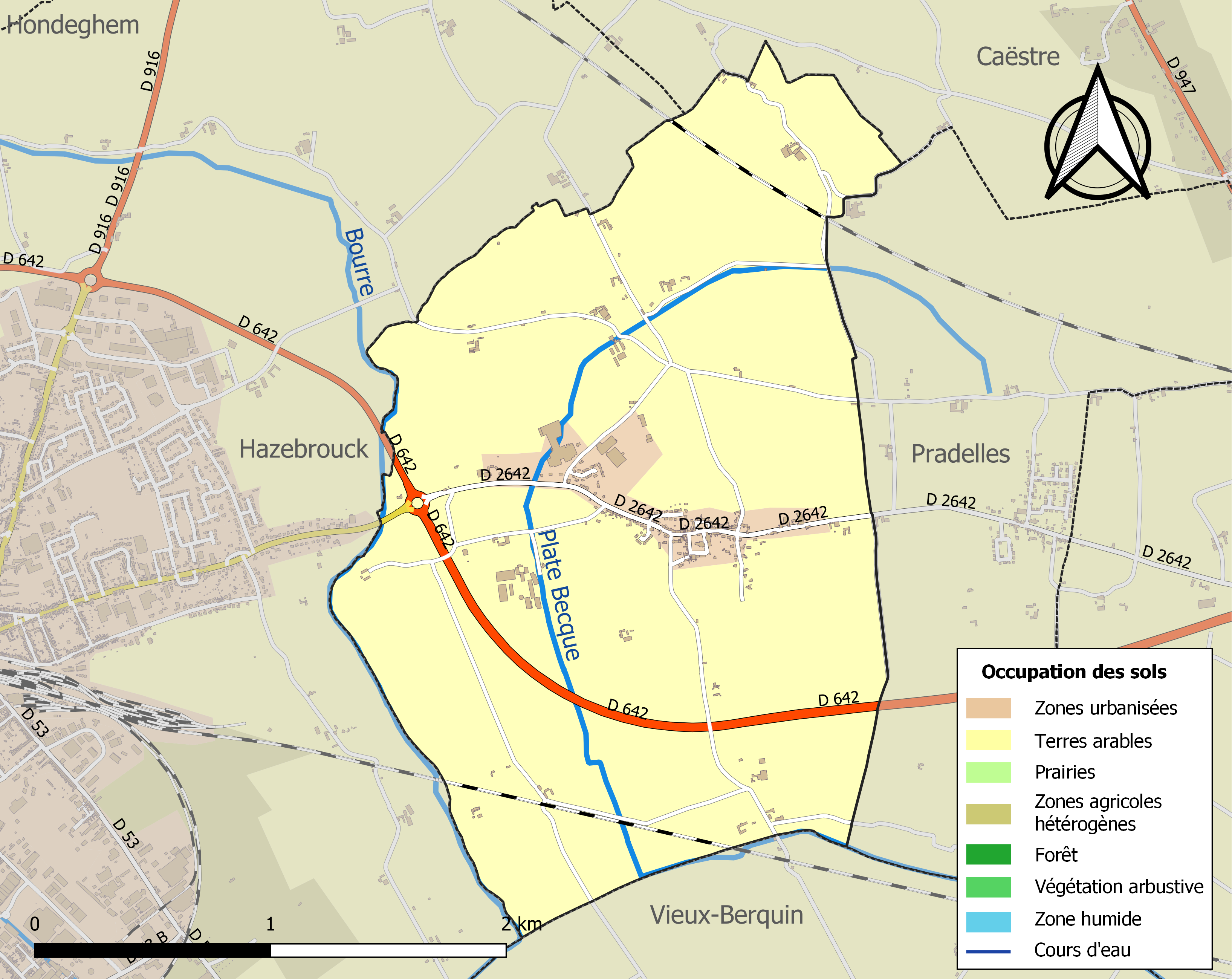
Carte des infrastructures et de l'occupation des sols de la commune en 2018 (CLC).

### Habitat et logement
En 2019, le nombre total de logements dans la commune était de 225, alors qu'il était de 221 en 2014 et de 218 en 2009.
Parmi ces logements, 94,6 % étaient des résidences principales, 1,3 % des résidences secondaires et 4 % des logements vacants. Ces logements étaient pour 98,7 % d'entre eux des maisons individuelles et pour 1,3 % des appartements.
Le tableau ci-dessous présente la typologie des logements à Borre en 2019 en comparaison avec celle du Nord et de la France entière. Une caractéristique marquante du parc de logements est ainsi une proportion de résidences secondaires et logements occasionnels (1,3 %) inférieure à celle du département (1,6 %) mais supérieure à celle de la France entière (9,7 %). Concernant le statut d'occupation de ces logements, 89,6 % des habitants de la commune sont propriétaires de leur logement (92,8 % en 2014), contre 54,7 % pour le Nord et 57,5 pour la France entière.
| Typologie                                               | Borre | Nord | France entière |
| ------------------------------------------------------- | ----- | ---- | -------------- |
| Résidences principales (en %)                           | 94,6  | 90,6 | 82,1           |
| Résidences secondaires et logements occasionnels (en %) | 1,3   | 1,6  | 9,7            |
| Logements vacants (en %)                                | 4     | 7,8  | 8,2            |

### Voies de communication et transports

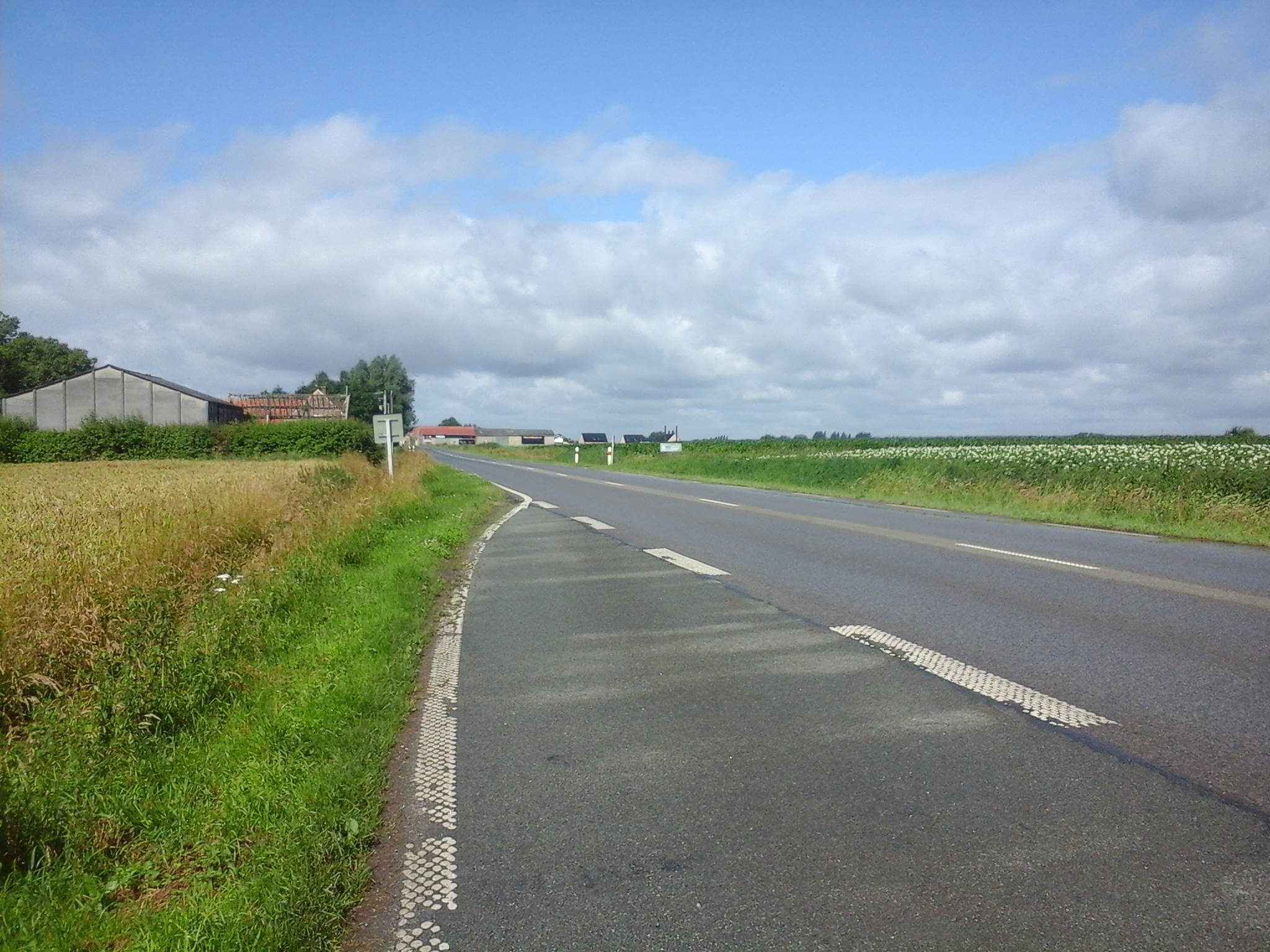
L'ancienne nationale 42 entre Borre et Pradelles.

Borre est située sur l'ancienne route nationale 42 (aujourd'hui RD 642) vers Boulogne-sur-Mer, Saint-Omer et l'A26 (vers Calais) à l'ouest, et l'A25 (vers Armentières et Lille) à l'est. Passant à l'origine par le centre du village, un contournement, réclamé pendant plus de 40 ans à cause du fort trafic (18 000 véhicules par jour, dont plus de 3 000 poids lourds), est inauguré le 30 juin 2014,.
Au sud, le village est traversé par la ligne ferroviaire Lille-Hazebrouck. Les gares les plus proches sont celles d'Hazebrouck et de Strazeele. Au nord, la ligne TGV-Eurostar entre Lille et Calais traverse le village mais ne dessert aucune gare à proximité.

## Toponymie
L'origine la plus probable serait le nom du cours d'eau, la Borrebecque qui doit son nom à Béborna la fontaine ou source. En 806, on trouve le nom de Beborna puis en 1174 celui de Borre.

## Histoire

### Moyen Âge
Borre est cité dès le IXe siècle dans une charte pour l'abbaye Saint-Bertin de Saint-Omer.
C'est beaucoup plus tard, au XIIIe siècle, que l'on trouve une famille de Borre possédant la seigneurie, qu'elle garde au siècle suivant. Celle-ci passe ensuite à la maison de Saint Omer – Pienne puis aux Hallewyn à qui elle échoit par le mariage de Péronne de Saint Omer – Morbecque à la fin du XVe avec Messire Wautier. Ces seigneurs sont désormais les mêmes que ceux de Morbecque, ainsi les armoiries des deux communes sont identiques.

### Époque contemporaine
Le village a été totalement détruit pendant la guerre 1914-1918.
L'histoire discrète du village a été marquée le 10 mai 1940 par la chute d'un des premiers avions allemands sur le sol français. Toute la population s'est rassemblée pour saluer l'exploit de la défense aérienne. Malgré les avertissements des survivants de l'équipage, rapidement enfermés dans la mairie, des dizaines de personnes entouraient joyeusement l'épave quand celle-ci a explosé faisant de nombreux morts.

## Politique et administration

### Rattachements administratifs et électoraux

#### Rattachements administratifs
La commune se trouve depuis 1926 dans l'arrondissement de Dunkerque du département du Nord.
Elle faisait partie depuis 1801 du canton d'Hazebrouck-Sud. Dans le cadre du redécoupage cantonal de 2014 en France, cette circonscription administrative territoriale a disparu, et le canton n'est plus qu'une circonscription électorale.

#### Rattachements électoraux
Pour les élections départementales, la commune fait partie depuis 2014 du canton de Bailleul
Pour l'élection des députés, elle fait partie de la quinzième circonscription du Nord.

### Intercommunalité
Borre était membre de la petite communauté de communes rurales des Monts de Flandre, un établissement public de coopération intercommunale (EPCI) à fiscalité propre créé fin 1993 et auquel la commune avait transféré un certain nombre de ses compétences, dans les conditions déterminées par le code général des collectivités territoriales.
Ccette intercommunalité a fusionné avec ses voisines pour former, le 1er janvier 2014, la communauté de communes de Flandre Intérieure dont est désormais membre la commune.
Cette intercommunalité fait partie des six regroupées au sein du Pays Cœur de Flandre.

### Liste des maires
| Période                                  | Période                      | Identité             | Étiquette | Qualité                                    |
| ---------------------------------------- | ---------------------------- | -------------------- | --------- | ------------------------------------------ |
| Les données manquantes sont à compléter. |                              |                      |           |                                            |
| avant 1802                               | 1808                         | Joseph Thibaut       |           |                                            |
| Les données manquantes sont à compléter. |                              |                      |           |                                            |
| 1820                                     | 1846                         | Jacques Debruynne    |           |                                            |
| 1847                                     | 1860                         | Liévin Vanneufville  |           | Propriétaire                               |
| 1860                                     | 1868                         | Pierre Soots         |           | Propriétaire                               |
| 1868                                     | 1869                         | Pierre Secq          |           |                                            |
| 1869                                     | 1870                         | Charles Mersseman    |           | Propriétaire                               |
| 1870                                     | 1887                         | Pierre Soots         |           | Propriétaire                               |
| 1887                                     | 1915                         | Justin Delbecq       |           |                                            |
| 1915                                     | 1915                         | Jean Thooris         |           | Brasseur                                   |
| 1915                                     | 1918                         | Louis Oudoire        |           | Adjoint                                    |
| 1918                                     | 1919                         | Charles Huyghe       |           | Adjoint                                    |
| 1919                                     | 1922                         | Louis Auguste Vérier |           | Cultivateur                                |
| 1922                                     | mai 1945                     | Léon Thooris         |           | Brasseur                                   |
| mai 1945                                 | mai 1953                     | Abel Pouwels         |           |                                            |
| mai 1953                                 | mars 1971                    | Marcel Cauwel        |           | Agriculteur                                |
| mars 1971                                | mars 1989                    | Gaston Decouvelaere  |           | Agriculteur                                |
| mars 1989                                | 7 mai 2013                   | Jean Catteau         |           | Artisan Mort en fonction                   |
| 28 juin 2013                             | En cours (au 4 octobre 2022) | Bernadette Popelier  |           | Secrétaire Réélue pour le mandat 2020-2026 |

## Équipements et services publics

### Enseignement
Borre relève de l'académie de Lille.
Borre dispose d'une école, l'école René Delhay.
En février 2022, l'école comptait 51 élèves répartis en 3 classes.
Le collège de secteur du village est le collège des Flandres, situé à Hazebrouck, ville voisine.
À côté de ce collège, se situent le lycée des Flandres ainsi que le lycée professionnel des Monts-de-Flandre, formant une cité scolaire : la Cité Scolaire des Flandres.

## Population et société

### Démographie

#### Évolution démographique
L'évolution du nombre d'habitants est connue à travers les recensements de la population effectués dans la commune depuis 1793. Pour les communes de moins de 10 000 habitants, une enquête de recensement portant sur toute la population est réalisée tous les cinq ans, les populations de référence des années intermédiaires étant quant à elles estimées par interpolation ou extrapolation. Pour la commune, le premier recensement exhaustif entrant dans le cadre du nouveau dispositif a été réalisé en 2008.

En 2022, la commune comptait 564 habitants, en évolution de −6,47 % par rapport à 2016 (Nord : +0,51 %, France hors Mayotte : +2,11 %).
| 1793 | 1800 | 1806 | 1821 | 1831 | 1836 | 1841 | 1846 | 1851 |
| ---- | ---- | ---- | ---- | ---- | ---- | ---- | ---- | ---- |
| 796  | 771  | 843  | 756  | 803  | 800  | 776  | 775  | 770  |

| 1856 | 1861 | 1866 | 1872 | 1876 | 1881 | 1886 | 1891 | 1896 |
| ---- | ---- | ---- | ---- | ---- | ---- | ---- | ---- | ---- |
| 711  | 733  | 703  | 774  | 757  | 792  | 772  | 752  | 696  |

| 1901 | 1906 | 1911 | 1921 | 1926 | 1931 | 1936 | 1946 | 1954 |
| ---- | ---- | ---- | ---- | ---- | ---- | ---- | ---- | ---- |
| 651  | 655  | 645  | 612  | 571  | 569  | 536  | 516  | 521  |

| 1962 | 1968 | 1975 | 1982 | 1990 | 1999 | 2006 | 2008 | 2013 |
| ---- | ---- | ---- | ---- | ---- | ---- | ---- | ---- | ---- |
| 483  | 455  | 419  | 465  | 473  | 540  | 568  | 576  | 595  |

| 2018 | 2022 | - | - | - | - | - | - | - |
| ---- | ---- | - | - | - | - | - | - | - |
| 580  | 564  | - | - | - | - | - | - | - |

#### Pyramide des âges
La population de la commune est relativement jeune.
En 2018, le taux de personnes d'un âge inférieur à 30 ans s'élève à 38,4 %, soit en dessous de la moyenne départementale (39,5 %). À l'inverse, le taux de personnes d'âge supérieur à 60 ans est de 20,3 % la même année, alors qu'il est de 22,5 % au niveau départemental.
En 2018, la commune comptait 286 hommes pour 294 femmes, soit un taux de 50,69 % de femmes, légèrement inférieur au taux départemental (51,77 %).
Les pyramides des âges de la commune et du département s'établissent comme suit.
| Hommes | Classe d’âge | Femmes |
| ------ | ------------ | ------ |
| 0,3    | 90 ou +      | 1,0    |
| 4,5    | 75-89 ans    | 4,1    |
| 15,4   | 60-74 ans    | 15,3   |
| 21,3   | 45-59 ans    | 22,8   |
| 20,3   | 30-44 ans    | 18,0   |
| 18,2   | 15-29 ans    | 14,3   |
| 19,9   | 0-14 ans     | 24,5   |

| Hommes | Classe d’âge | Femmes |
| ------ | ------------ | ------ |
| 0,5    | 90 ou +      | 1,4    |
| 5,3    | 75-89 ans    | 8,1    |
| 14,8   | 60-74 ans    | 16,2   |
| 19,1   | 45-59 ans    | 18,4   |
| 19,5   | 30-44 ans    | 18,7   |
| 20,7   | 15-29 ans    | 19,1   |
| 20,2   | 0-14 ans     | 18     |

### Manifestations culturelles et festivités
La fête communale a traditionnellement lieu le troisième dimanche de juillet.

## Culture locale et patrimoine

### Lieux et monuments

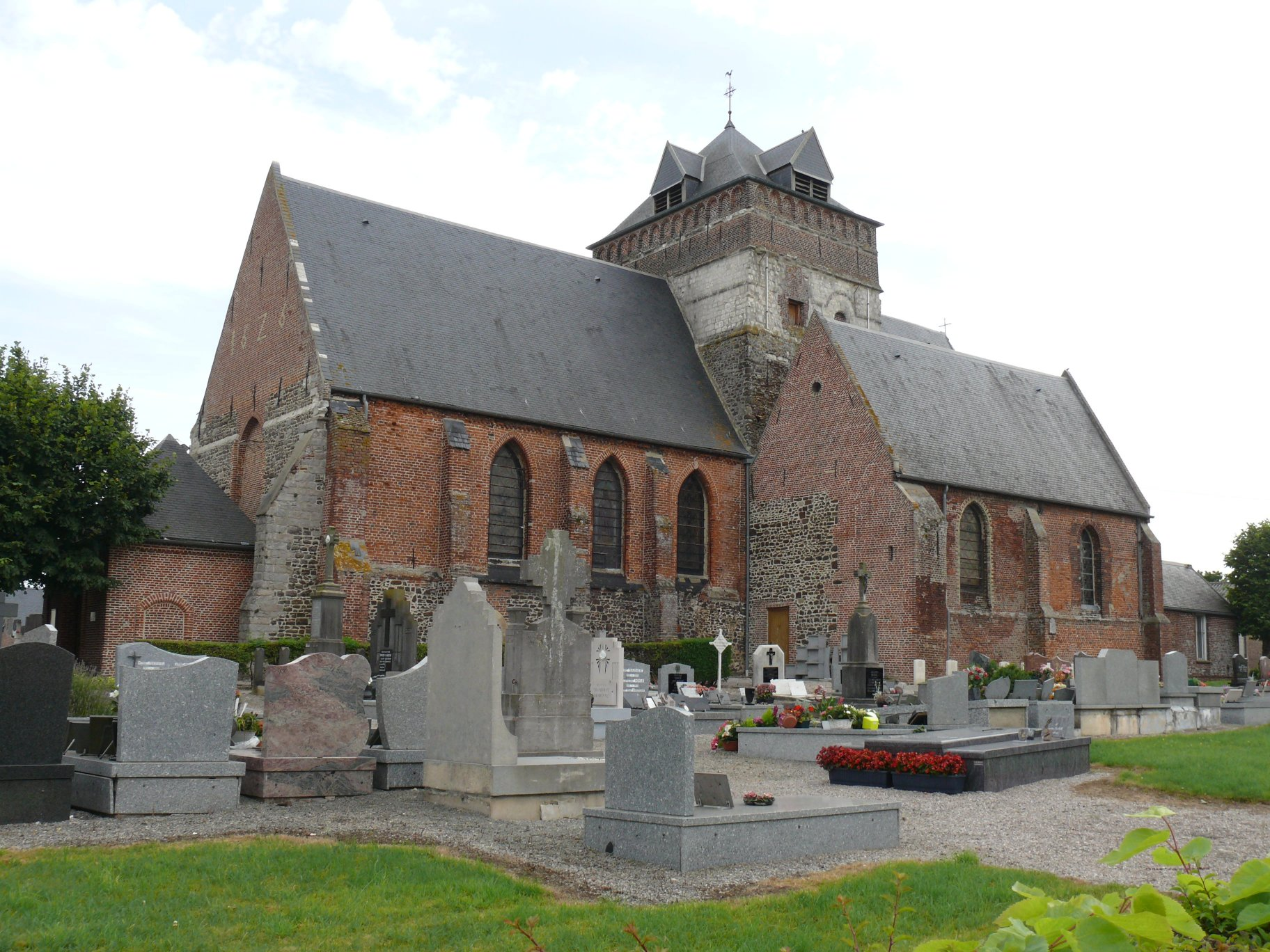
Vue de l´Église

- Église Saint-Jean-Baptiste: 
Le village est surtout remarquable par son église St Jean-Baptiste du XIe au XVIe siècle, de style romane. L'église d'origine, en forme de croix latine, est agrandie et restaurée au XVIIIe siècle. La tour très ancienne, a une silhouette trapue qu'elle doit à la probable démolition de sa partie haute. Cette tour large centrale, qui repose sur des piliers de brique est de style roman du XIIe siècle. L'étage où se trouvent les cloches est en pierre de chaux, tandis que le corps de cette tour carrée est en pierre ferrugineuse. Les arcs de plein cintre à la croisée du transept sont également romans.
L'aspect actuel date de 1626, l'ajout de petites nefs parallèles au chœur n'a cependant pas modifié l'identité du bâtiment.
L'intérieur renferme trois autels de style rococo (XVIIIe siècle) ainsi qu'une chaire dans le même style et des lambris de la période classique.
Dans le chœur, le retable a été restauré en 2004 avec la contribution de l'association « Retables de Flandre ».
Une peinture du XVIIe siècle représentant le sacre épiscopal de Saint Maclou a été rénovée en 1982. Cette peinture porte une inscription en flamand signifiant « St Maclou Priez Pour Nous et pour les petits enfants qui sont dans l'indigence » (H MACHUYT BIDT VOOR ONS EN DE KLEINE KYN DEREN DIE IN NOODT ZYN).
On a prié le Saint contre les écrouelles et on l'invoque encore le 1er mai et le 15 novembre pour les enfants qui pleurent sans cesse, les maladies infantiles et les dépressions. Ce culte est antérieur à 1653, une cloche lui est dédiée.
Le tableau est classé MH[35].
Deux bustes sont posés sur le retable rénové de l'autel. Saint Antoine avec un cochon, son compagnon légendaire, et celui de Saint Nicolas avec à ses côtés un baquet contenant 3 enfants qu'il aurait sauvés du saloir d'un ogre.
- Le cimetière britannique de Borre est un cimetière militaire de la Première Guerre mondiale qui compte 370 tombes de soldats australiens, britanniques et allemands. Des soldats tués pendant la Seconde Guerre mondiale y sont également inhumés.

Le cimetière britannique de Borre
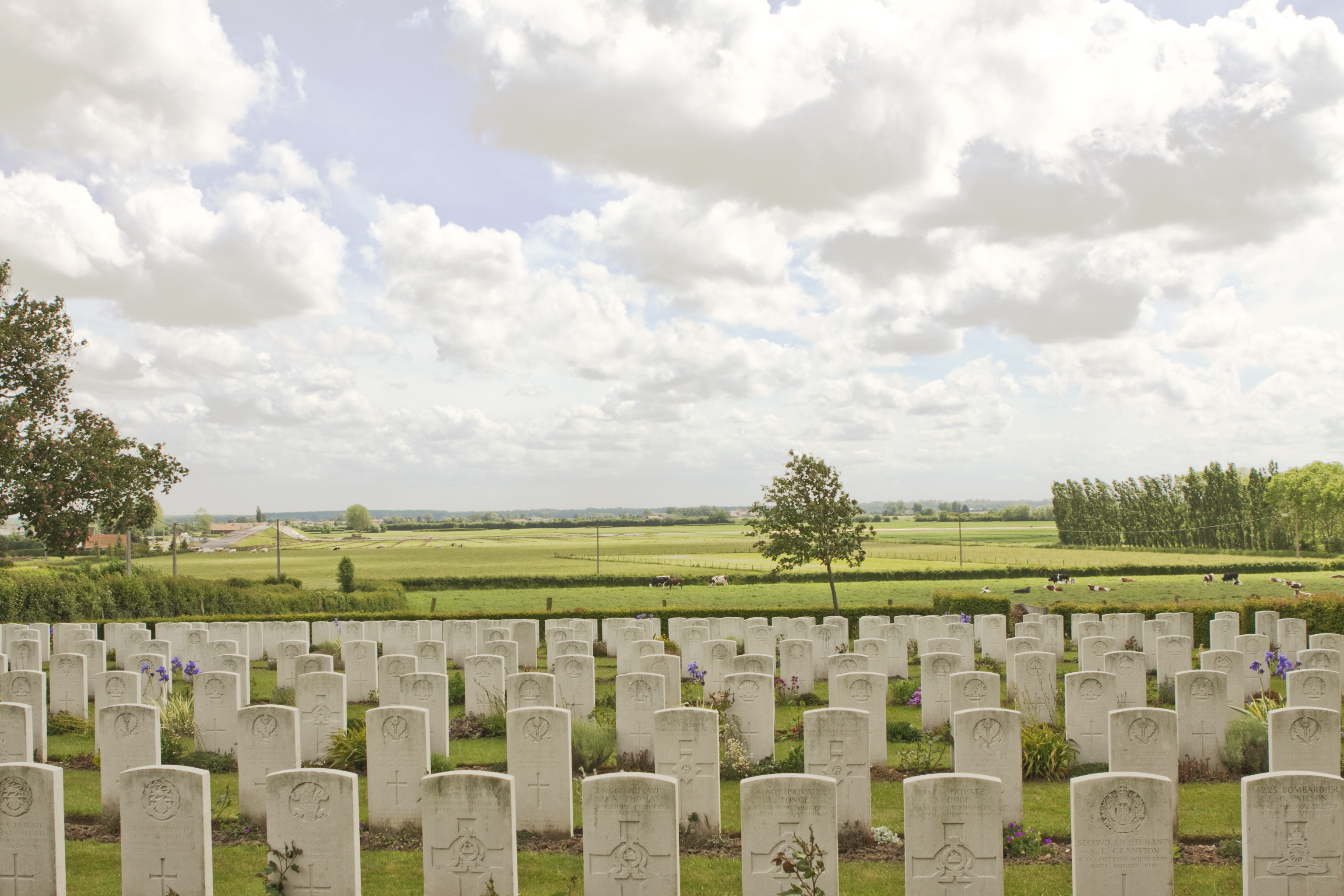
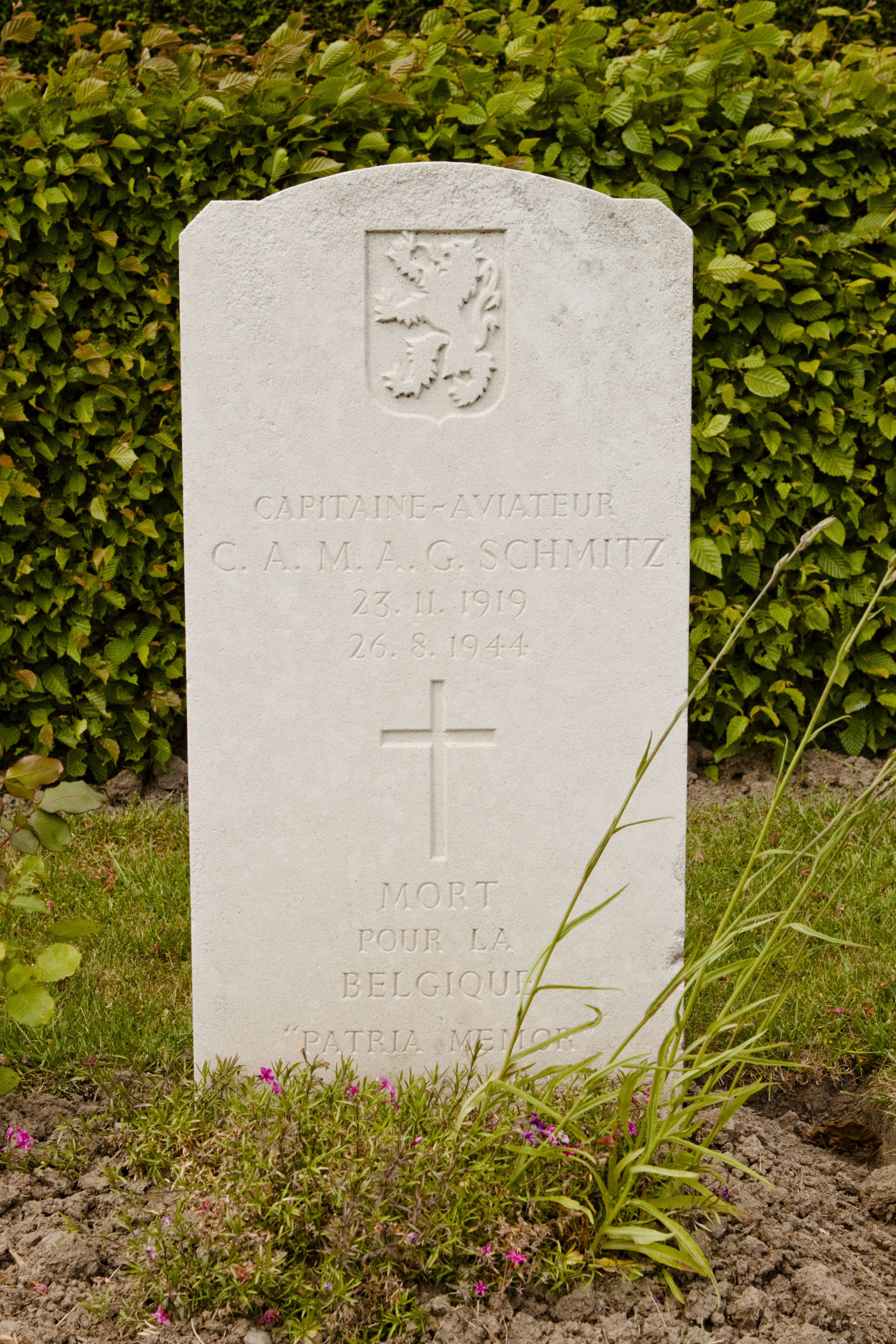
Tombe de l'aviateur C. A. M. A. G. Schmitz, tué le 26 août 1944

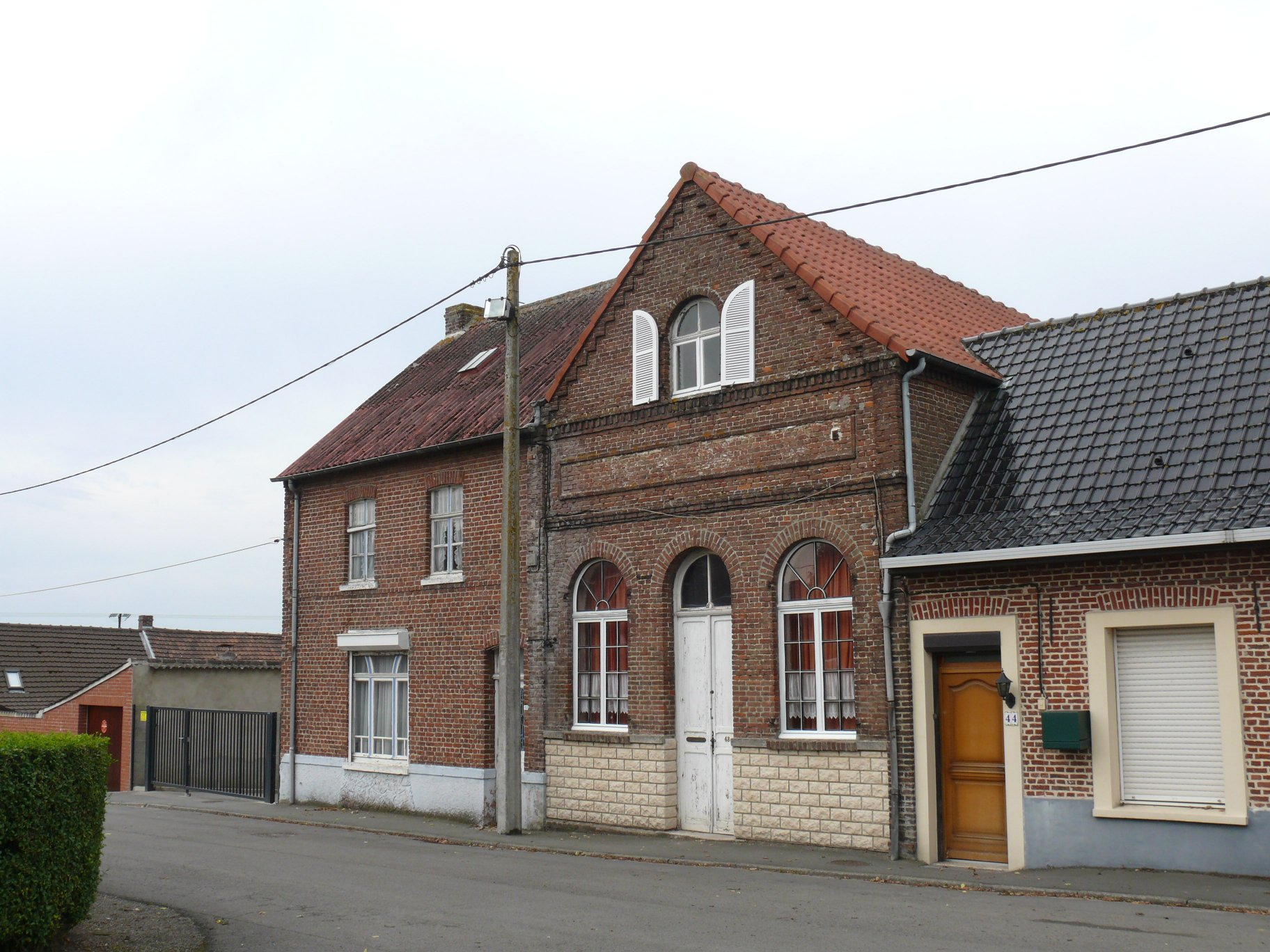
Maisons
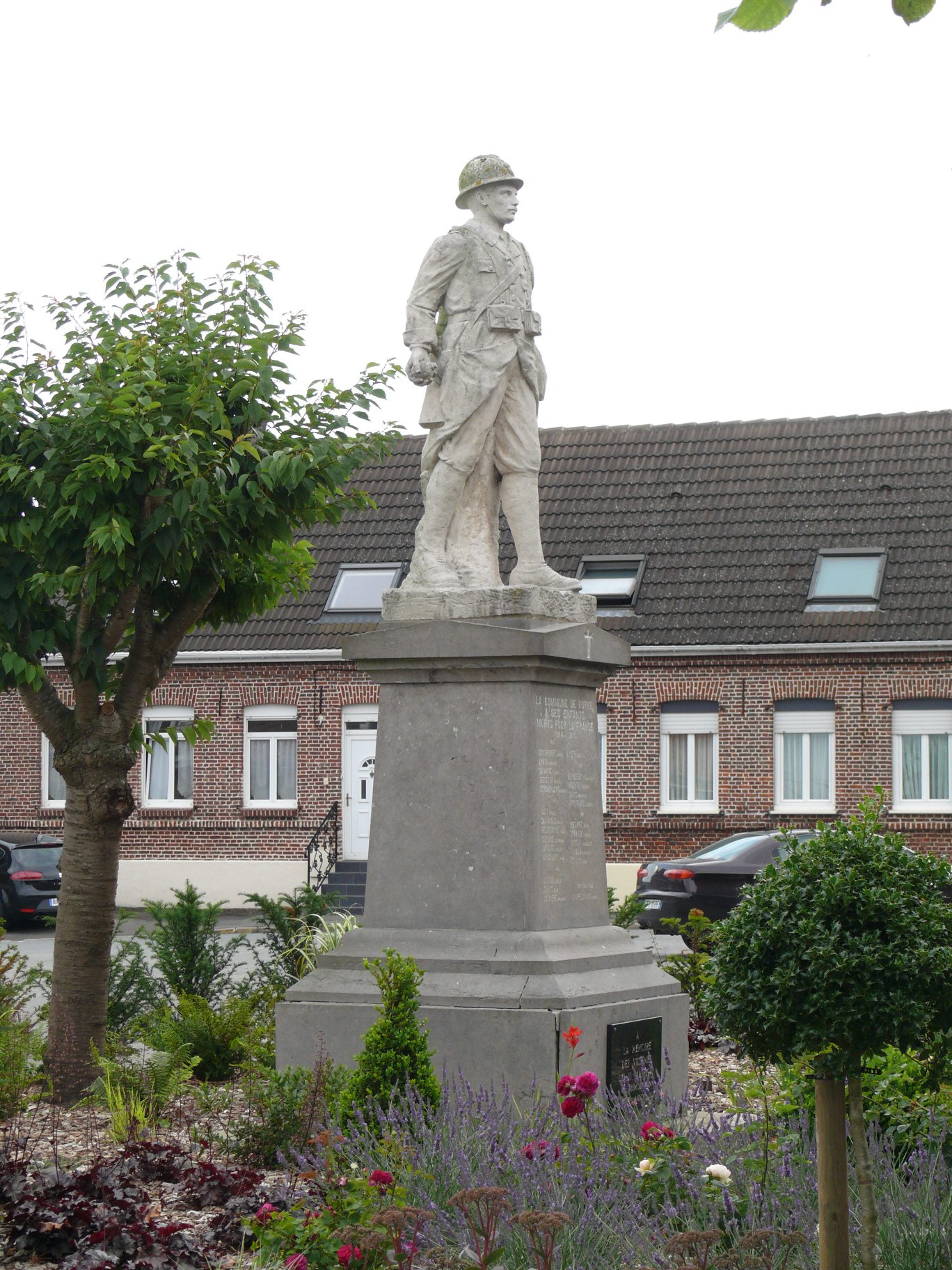
Monument aux morts.

### Héraldique
| Blason de Borre | Blason  | D'azur à la fasce d'or.                          |
| Blason de Borre | Détails | Le statut officiel du blason reste à déterminer. |

## Pour approfondir